# Giro di Puglia 1976
Il Giro di Puglia 1976, quinta edizione della corsa, si svolse dal 21 al 25 aprile 1976, ripartiti su 5 tappe. La vittoria fu appannaggio dell'italiano Francesco Moser, precedendo lo spagnolo Miguel María Lasa ed il connazionale Gianbattista Baronchelli.

## Tappe
| Tappa  | Data      | Percorso                               | km  | Vincitore di tappa | Leader cl. generale |
| ------ | --------- | -------------------------------------- | --- | ------------------ | ------------------- |
| 1ª     | 21 aprile | Ceglie Messapica > Francavilla Fontana | ?   | Rik Van Linden     | Rik Van Linden      |
| 2ª     | 22 aprile | Montemesola > Noci                     | ?   | Francesco Moser    | ?                   |
| 3ª     | 23 aprile | Castellana Grotte > Monte Sant'Angelo  | ?   | Roger De Vlaeminck | ?                   |
| 4ª     | 24 aprile | Manfredonia > Palese Macchie           | ?   | Patrick Sercu      | ?                   |
| 5ª     | 25 aprile | Bari > Martina Franca                  | 229 | Ottavio Crepaldi   | Francesco Moser     |
| Totale | Totale    | Totale                                 | ?   |                    |                     |

## Classifiche finali

### Classifica generale
| Pos. | Corridore                | Squadra           | Tempo |
| ---- | ------------------------ | ----------------- | ----- |
| 1    | Francesco Moser          | Sanson            | ?     |
| 2    | Miguel María Lasa        | Scic-Colnago      | ?     |
| 3    | Gianbattista Baronchelli | Scic-Colnago      | ?     |
| 4    | Ole Ritter               | Sanson            | ?     |
| 5    | Fausto Bertoglio         | Jollj Ceramica    | ?     |
| 6    | Roland Salm              | Zonca-Santini     | ?     |
| 7    | Marcello Bergamo         | Jollj Ceramica    | ?     |
| 8    | Wladimiro Panizza        | Scic-Colnago      | ?     |
| 9    | Armando Lora             | Magniflex-Torpado | ?     |
| 10   | Giovanni Battaglin       | Jollj Ceramica    | ?     |